# سرگان
شهر سرگان  در سرگان ارلان (ولکره) در کانتون سنت گالن در کشور سوئیس واقع شده‌است که ۴٬۸۰۰ نفر  جمعیت دارد.